# Mykózy ptáků
Mykóza je infekční onemocnění vyvolané houbou. Plísňové infekce se vyskytují u všech druhů ptáků, domestikovaných i volně žijících. U domácí drůbeže jsou ekonomicky významné především systémové (hluboké) mykózy a mykotoxikózy; dermatomykózy se vyskytují jen sporadicky.

## Původci
Houby (Fungi) jsou jednobuněčné až mnohobuněčné eukaryotické organismy (pravé houby, plísně, kvasinky a organismy jim tvarově příbuzné), které se množí sporami nebo pučením. Jsou heterotrofní a proto odkázány na přísun organických látek od autotrofních organismů. V přírodě zpravidla houby navazují na činnost bakterií, jejichž kyselé metabolity mineralizují a využívají. Houby se vyskytují v přírodě převážně jako saprofyté nebo symbionti vyšších rostlin, s výjimkou několika kulturních rodů a druhů, které se využívají např. při výrobě alkoholu, organických kyselin, antibiotik apod. Pouze některé houby parazitují u rostlin i živočichů. Tradičně se rozlišují 4 třídy hub – Zygomycetes, Ascomycetes, Basidiomycetes a Deuteromycetes (Fungi imperfecti).

## Průběh
Mykózy jsou chorobné stavy primárně vyvolávané patogenními (parazitujícími) nebo sekundárně příležitostně patogenními (oportunními) houbami. Vznik mykózy způsobené oportunními, původně saprofytickými houbami, je podmíněn sníženou odolností hostitele, např. po potlačení normální střevní mikroflóry antibakteriálními látkami, imunosupresí apod.
U drůbeže postihují plísňové infekce nejčastěji respirační trakt, nervový systém a oči. Mezi nejzávažnější mykózy patří aspergilóza a kandidóza. Méně časté jsou infekce způsobované zástupci rodů Mucor, Penicillium, Rhizopus, Absidia, Dactylaria, Paecilomyces, Geotrichum a Alternaria. Histoplasmóza a kryptokokóza se spíše vyskytují ve vnějším prostředí anebo u ptáků chovaných v zajetí; mají ale zdravotní význam.